# Rosana Lamosa
Rosana Lamosa Pereira (Rio de Janeiro, Brasil) é uma soprano brasileira.

## Biografia
Rosana já cursava jornalismo na Pontifícia Universidade Católica do Rio de Janeiro, quando se interessou em estudar canto a sério. Uma professora até disse para que ela abandonasse a ideia. Iniciou seus estudos de música no Rio de Janeiro com Vera Canto e Mello e Alda Bonfin. Em São Paulo, aperfeiçoou-se com Leilah Farah, e no Center of Opera Performance em Nova York com Franco Iglesias.

Sua carreira começou em 1989, em São Paulo, cantando As Bodas de Fígaro de Mozart. Iniciou sua carreira internacional como solista do Stadttheater de St. Gallen na Suíça e dentre as produções aclamadas pelo público e pela crítica destacam-se:  Il Guarany em Lisboa,  Armide de Gluck no Festival de Buxton na Inglaterra, Rigoletto em Detroit. Rosana também excursionou pela Asia e Austrália.
No Brasil, é presença freqüente nos principais palcos de ópera, em memoráveis montagens que vão de La Traviata a L'Elisir D'Amore; de Carmen a La Bohème; de Don Giovanni a A Filha do regimento de Donizetti; Manon ou de Magdalena de Villa-Lobos ao Anel do Nibelungo de Wagner, além das estreias mundiais da opera Alma de Claudio Santoro e de A Tempestade de Ronaldo Miranda.
Desenvolve uma importante carreira como concertista em obras como de A Criação de Haydn,  Requiem e Missa em dó menor de Mozart, Carmina Burana,  Quatro últimas canções de Richard Strauss, Sinfonia n° 2 de Mahler e da 9ª Sinfonia de Beethoven , Te Deum de Dvorak.
Da crítica especializada, recebeu o Prêmio APCA de melhor cantora erudita em 1996 e o Prêmio Carlos Gomes em 1999 e 2002 por sua carreira de destaque na música lírica. Em setembro de 2010, foi agraciada com a comenda da Ordem do Ipiranga pelo Governo do Estado de São Paulo.
Ela dedica-se também ao ensino como professora conferencista do Curso de Música da USP de Ribeirão Preto e como professora e cantora no Festival Internacional de Inverno de Campos do Jordão.

## Gravações
- Canções de Amor: de Claudio Santoro e Vinícius de Moraes com Marcelo Bratke (selos Quartz/Clássicos)

- Jupyra: Ópera de Francisco Braga com a Osesp (selo Biscoito Fino)

- Bachianas Brasileiras nº5: de Villa–Lobos com a Nashville Symphony Orchestra (selo Naxos)

- Obra integral para canto e piano de Gilberto Mendes, com Rubens Ricciardi.